# 南アルプス山脈
南アルプス山脈（みなみアルプスさんみゃく、サザンアルプス山脈、Southern Alps）は、ニュージーランドにある山脈である。インド・オーストラリアプレートと太平洋プレートの衝突により形成された。

## 概説
ニュージーランドの南島を形作る「背骨」にあたる山脈（脊梁山脈）で、ヨーロッパのアルプス山脈にその姿が似ていることから、名付けられた。最高峰はクック山（Mt. Cook、アオラキともいう）で、標高3,724mでありニュージーランド1位である。2位はタスマン山（Mt. Tasman）の3,497m。アオラキ/マウント・クック国立公園やウェストランド国立公園、マウント・アスパイアリング国立公園、フィヨルドランド国立公園がある。

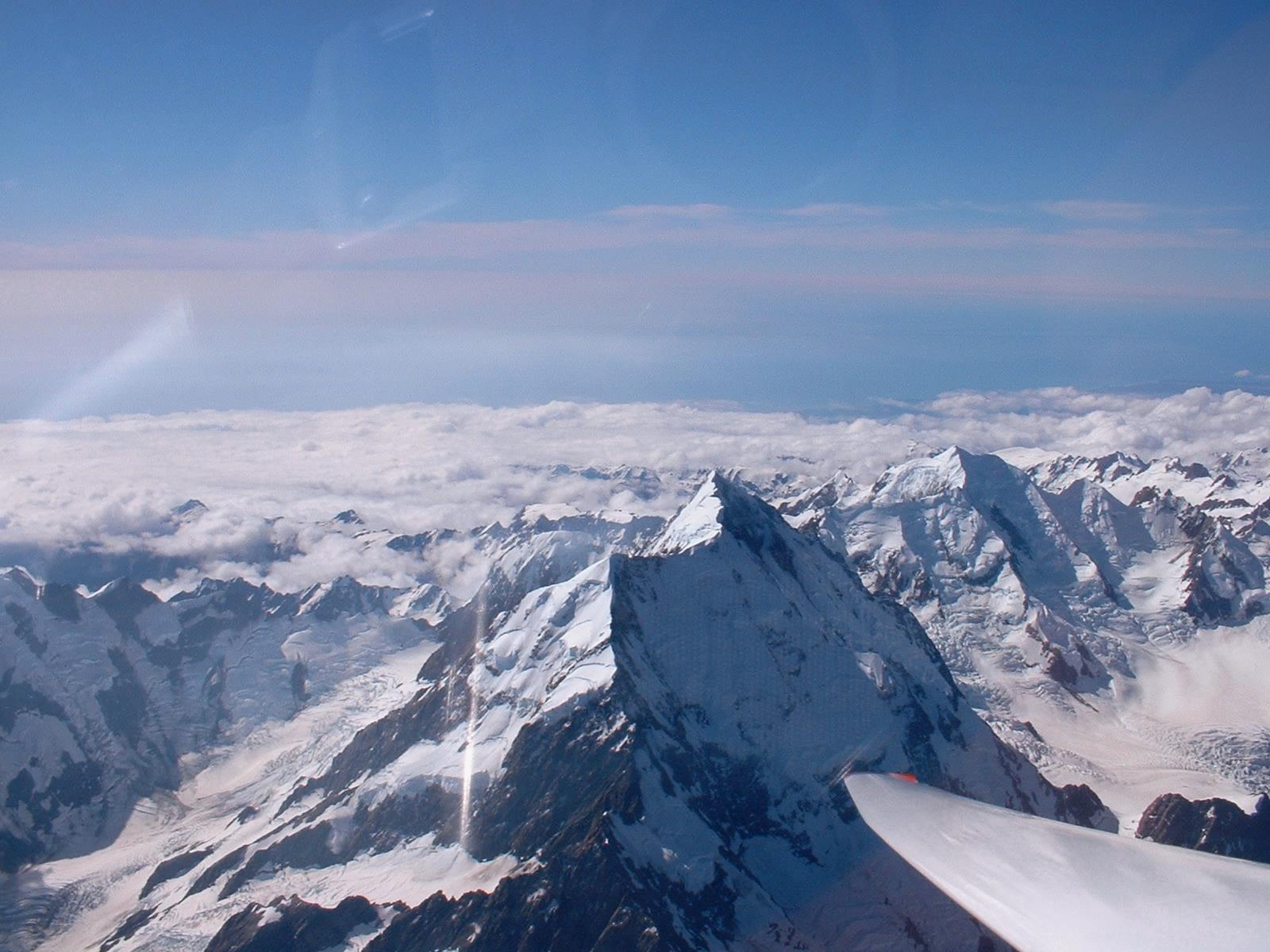
クック山